# رفتگرماهی
رفتگرماهی (نام علمی: Cobitis taenia) نام یک گونه از تیره رفتگرماهیان است.
به این گونه از ماهی، سگ‌ماهی جویباری خاردار هم گفته‌اند.